# Episodi di Les Mystères de l'amour (ventiquattresima stagione)
La ventiquattresima stagione della serie televisiva Les Mystères de l'amour è andata in onda in Francia dal 1 novembre 2020  al  13 febbraio 2021 sul canale Telemontecarlo.
In Italia è inedita.
| nº | Titolo originale                 | Titolo italiano | Prima TV Francia | Prima TV Italia |
| -- | -------------------------------- | --------------- | ---------------- | --------------- |
| 1  | Docteur Blake                    |                 | 1 novembre 2020  |                 |
| 2  | Souvenirs troublants             |                 | 7 novembre 2020  |                 |
| 3  | Recherches et développements     |                 | 8 novembre 2020  |                 |
| 4  | Ruptures temporaires             |                 | 14 novembre 2020 |                 |
| 5  | Conflits internes                |                 | 15 novembre 2020 |                 |
| 6  | Trouvailles et retrouvailles     |                 | 21 novembre 2020 |                 |
| 7  | Tournage improvisé               |                 | 22 novembre 2020 |                 |
| 8  | Pièges et conflits               |                 | 28 novembre 2020 |                 |
| 9  | Demandes et questions            |                 | 29 novembre 2020 |                 |
| 10 | Délits flagrants                 |                 | 5 dicembre 2020  |                 |
| 11 | Dissensions                      |                 | 6 dicembre 2020  |                 |
| 12 | Aveux et mariages                |                 | 12 dicembre 2020 |                 |
| 13 | Incroyable rupture               |                 | 13 dicembre 2020 |                 |
| 14 | Bientôt Noël                     |                 | 19 dicembre 2020 |                 |
| 15 | Un Noël tous ensemble (Partie 1) |                 | 20 dicembre 2020 |                 |
| 16 | Un Noël tous ensemble (Partie 2) |                 | 20 dicembre 2020 |                 |
| 17 | Reprise générale                 |                 | 9 gennaio 2021   |                 |
| 18 | Tant pis pour lui                |                 | 10 gennaio 2021  |                 |
| 19 | Coup de foudre                   |                 | 16 gennaio 2021  |                 |
| 20 | Jalousies                        |                 | 17 gennaio 2021  |                 |
| 21 | Solutions alternatives           |                 | 23 gennaio 2021  |                 |
| 22 | Lendemain de fêtes               |                 | 30 gennaio 2021  |                 |
| 23 | Démission                        |                 | 31 gennaio 2021  |                 |
| 24 | Sans ménagement                  |                 | 6 febbraio 2021  |                 |
| 25 | Départ et arrivée                |                 | 7 febbraio 2021  |                 |
| 26 | La belle histoire                |                 | 13 febbraio 2021 |                 |